# Kirimize Zhane
Kirimmize Jadzhemusovich Zhane en ruso: Киримизе Хаджемусович Жанэ; Afipsip, Tajtamukái, Adiguesia, Rusia, 1919-1983) fue un escritor y poeta soviético de etnia adigué.

## Biografía
Nació en 1919 en Afipsip, en el actual raión de Tajtamukái de la república de Adiguesia. Participó desde 1941 en la Gran Guerra Patria. En 1944 fue severamente herido. Después de la desmovilización, trabajó en el periódico del óblast, Sotsialistichneske Adygei ("Социалистическэ Адыгеи", tyrabajó aquí entre 1944 y 1959). Miembro del Partido Comunista de la Unión Soviética desde 1948. En 1957 se graduó en el Instituto Pedagógico Adigué de Maikop. Desde 1959 a 1973, Presidente del Comité regional adigué de radio y televisión. Desde 1965 presidente del Comité Regional Adigué de la Paz. Desde 1973 Secretario de la Sección Adigué de la Unión Escritores de la República Socialista Federativa Soviética de Rusia.
Es publicado desde 1935:
- Colecciones de autor:
  - "Poemas" ("Стихых", 1945),
  - "Nuestros Días" ("Тимафэхэр", 1951)
  - "Nuestra Tierra" ("ТичIыгу", 1953)
  - "Respuesta" ("Джэуап", 1963)
  - "Tus ojos" ("О унитIу", 1967)

- Colecciones de cuentos:
  - "Dos madres" ("НитIу акъу"),
  - "Monumento a la carretera"("Памятник у дороги", ambos 1971),
  - la novela documental "Jusen Andrújayev" ("Хусен Андрухаев", 1970, traducción rusa: 1974) - sobre el poeta-soldado adigué, Héroe de la Unión Soviética.

- Publicó también obras para niños:
  - "Primera flor" - "Апэре къэгъагъ" (1963)
  - "¿Por qué?"("Сыд пае", 1968)

Muchos poemas de Zhane han sido traducidos a las lenguas de la URSS y han sido base de obras musicales.
Por su participación en la Gran Guerra Patria, por su trabajo y los logros creativos, el escritor ha sido galardonado con dos órdenes y medallas.